# Yonathan Jesús Fernández García
Yonathan Jesús Fernández García (* 14. April 1986 in Punta Arenas) ist ein chilenischer Biathlet und Skilangläufer.
Yonathan Fernández startete im August 2010 bei den Biathlon-Südamerikameisterschaften in Portillo und Bariloche. Bei der Meisterschaft, die als Rennserie ausgetragen wurde, wurde Fernández in Portillo in allen drei Rennen, einem Einzel, einem Sprintrennen und einem Massenstart Sechster. Bei den Rennen in Argentinien trat er wie alle Chilenen wegen eines Erdbebens in ihrer Heimat nicht an. In der Gesamtwertung, in die nur drei Rennen eingingen, belegte er den achten Platz. 2010 startete er auch erstmals im IBU-Cup. Bei seinem ersten Rennen in Altenberg kam er auf einen 122. Platz in einem Sprint. Bestes Resultat ist in der Rennserie bislang ein 114. Platz, erreicht bei einem Sprint in Nové Město na Moravě. Seit 2013 nimmt er im Skilanglauf  an FIS-Rennen und an Continental-Cup Rennen teil. Bei den Olympischen Winterspielen 2014 in Sotschi belegte er im Skilanglauf den 84. Platz im Sprint. Bei den Nordischen Skiweltmeisterschaften 2017 in Lahti kam er auf den 106. Platz im Sprint und bei den Olympischen Winterspielen 2018 in Pyeongchang den 98. Platz über 15 km Freistil. In der Saison 2018/19 wurde er chilenischer Meister über 10 km Freistil sowie im Sprint und belegte bei den Nordischen Skiweltmeisterschaften 2019 in Seefeld in Tirol den 95. Platz im Sprint. Seine beste Platzierung im Continental Cup erreichte er im Februar 2019 beim Balkan-Cup in Sjenica mit dem siebten Platz über 10 km Freistil. Bei den Nordischen Skiweltmeisterschaften 2021 in Oberstdorf errang er den 145. Platz über 15 km Freistil sowie den 128. Rang im Sprint und bei den Olympischen Winterspielen 2022 in Peking den 91. Platz über 15 km klassisch sowie den 85. Rang im Sprint.